# Journal of the Atmospheric Sciences
Le Journal of the Atmospheric Sciences (Journal of Meteorology jusqu'en 1960) est une des revues scientifiques en météorologie publiée par l'American Meteorological Society. Ce journal est spécialisé dans les domaines de la physique, la dynamique et la chimie de l'atmosphère terrestre et des autres planètes. 